# John H. Cox
Pour les articles homonymes, voir Cox et John Cox.
John Herman Cox, né le 15 juillet 1955 à Chicago, est un avocat, homme d'affaires et homme politique américain, qui se déclare notamment candidat à l'élection présidentielle de 2008, pour le Parti républicain.

## Biographie
Cox est marié à Sarah Hall et père de 4 filles. En 1980, il est diplômé de l'université de l'Illinois à Chicago.
Il fonde en 1981 un cabinet d'avocats spécialisé dans le droit des affaires et l'optimisation fiscale.
Lors des élections de 2018, il est nommé par le Parti républicain pour la fonction de gouverneur de Californie. Il est cependant battu par Gavin Newsom, candidat du Parti démocrate, qui l'emporte avec 60,2 % des voix.

## Carrière privée
- 1981 : fonde un cabinet d'avocat, spécialisé dans le droit des sociétés et le droit fiscal.
- 1985 : fonde la Cox Financial Group Ltd, pour du conseil en investissement.
- 1995 : fonde Equity Property Management.